# Луцидни сан
Луцидни односно свесни сан је сан током којег особа јасно поима чињеницу да се налази у стању сна. То сањару омогућава одређену или потпуну контролу током сна, као и посебно живописне, „јаче“ снове.
Јако мало се зна о луцидним сновима, као и о сновима уопште. Луцидни сан може наступити спонтано или намерно. Они који то чине намерно раде то углавном ради забаве, ради уверења у дубљи, спиритуални, значај луцидних снова, ради уметничке инспирације, или научног истраживања.